# Liste der Stolpersteine in Lippstadt
Die Liste der Stolpersteine in Lippstadt enthält alle Stolpersteine, die im Rahmen des gleichnamigen Projekts von Gunter Demnig in Lippstadt verlegt wurden. Mit ihnen soll an Opfer des Nationalsozialismus erinnert werden, die in Lippstadt lebten und wirkten.

## Verlegte Stolpersteine
| Name                        | Adresse                              | Bild | Inschrift | Verlegedatum  | Biografie und Anmerkungen                                                                |
| --------------------------- | ------------------------------------ | ---- | --- | ------------- | ---------------------------------------------------------------------------------------- |
| Ludwig Levy                 | Cappelstraße 19, Lippstadt ·         |      | Hier wohnte Ludwig Levy Jg. 1882 ´Schutzhaft´ 1938 Sachsenhausen tot an den Folgen 25.12.1938 Lippstadt                                       | 17. Dez. 2021 | Geboren am 7. Februar 1882 in Lippstadt.                                                 |
| Ursula Levy                 | Cappelstraße 19, Lippstadt ·         |      | Hier wohnte Ursula Levy Jg 1935 Flucht 1939 Holland interniert Vught deportiert 1944 Bergen-Belsen befreit                                    | 17. Dez. 2021 |                                                                                          |
| Georg Levy                  | Cappelstraße 19, Lippstadt ·         |      | Hier wohnte Georg Levy Jg. 1930 Flucht 1939 Holland interniert Vught deportiert 1944 Bergen-Belsen befreit                                    | 17. Dez. 2021 |                                                                                          |
| Max Levy                    | Cappelstraße 19, Lippstadt ·         |      | Hier wohnte Max Levy Jg. 1884 ´Schutzhaft´ 1938 Sachsenhausen tot an den Folgen 12.1.1939 Lippstadt                                           | 17. Dez. 2021 | Geboren am 25. Juli 1884 in Lippstadt.                                                   |
| Lucia Levy                  | Cappelstraße 19, Lippstadt ·         |      | Hier wohnte Lucia Levy geb. Hope Jg. 1896 deportiert 1941 Riga ermordet 1944 Stutthof                                                         | 17. Dez. 2021 | Geboren am 9. Dezember 1896 in Gütersloh.                                                |
| Dr. Max Grüneberg           | Woldemei 8, Lippstadt ·              |      | Hier wohnte Dr. Max Grüneberg Jg. 1870 gedemütigt / entrechtet tot 22.12.1937                                                                 | 17. Dez. 2021 | Geboren am 14.3.1870 in Castrop.                                                         |
| Dina Grüneberg              | Woldemei 8, Lippstadt ·              |      | Hier wohnte Dina Grüneberg geb. Neukamp Jg. 1874 deportiert 1942 Theresienstadt 1942 Treblinka ermordet                                       | 17. Dez. 2021 | Geboren am 25.7.1874 in Soest.                                                           |
| Louise Grüneberg            | Woldemei 8, Lippstadt ·              |      | Hier wohnte Louise Grüneberg Jg. 1899 deportiert 1942 Zamosc ermordet                                                                         | 17. Dez. 2021 | Geboren am 9.8.1899 in Geseke.                                                           |
| Margarethe „Grete“ Sostheim | Wiedenbrücker Straße 14, Lippstadt · |      | Hier wohnte Margarethe ´ Grete ´ Sostheim Jg. 1888 deportiert 1941 Łodz/Litzmannstadt 1942 Chelmno/Kulmhof ermordet                           | 7. Juni 2023  | Geboren am 1.9.1888 in Lippstadt                                                         |
| Walter Sostheim             | Wiedenbrücker Straße 14, Lippstadt · |      | Hier wohnte Walter Sostheim Jg. 1891 ´Schutzhaft´ 1938 deportiert 1941 Łodz/Litzmannstadt 1944 Auschwitz KZ Sachsenhausen ermordet 20.12.1944 | 7. Juni 2023  | Geboren am 13.11.1891 in Lippstadt.                                                      |
| Ruth Sostheim               | Wiedenbrücker Straße 14, Lippstadt · |      | Hier wohnte Ruth Sostheim geb. Arnstein Jg. 1914 deportiert 1941 Łodz/Litzmannstadt 1944 Auschwitz KZ Helmbrechts ermordet                    | 7. Juni 2023  | Geboren am 18.11.1914 in Dortmund als Ruth Arnstein.                                     |
| Erna Sostheim               | Wiedenbrücker Straße 14, Lippstadt · |      | Hier wohnte Erna Sostheim Jg. 1894 deportiert 1941 Łodz/Litzmannstadt Auschwitz KZ Oederan Theresienstadt befreit                             | 7. Juni 2023  | Geboren am 27.6.1894 in Lippstadt, gestorben am 21.1.1975 in Baarn, Niederlande.         |
| Paul Sostheim               | Wiedenbrücker Straße 14, Lippstadt · |      | Hier wohnte Paul Sostheim Jg. 1885 verhaftet 1939 Gefängnis Bruchsal Flucht 1939 Belgien interniert Drancy 1942 Auschwitz ermordet            | 7. Juni 2023  | Geboren am 26.7.1885 in Neuss.                                                           |
| Antonie „Toni“ Cohn         | Luchtenstraße 22, Lippstadt ·        |      | Hier wohnte Antonie ´Toni´ Cohn geb. Goldschmidt Jg. 1888 Flucht 1939 Chile                                                                   | 7. Juni 2023  |                                                                                          |
| Edith Cohn                  | Luchtenstraße 22, Lippstadt ·        |      | Hier wohnte Edith Cohn Jg. 1913 Flucht 1939 Chile                                                                                             | 7. Juni 2023  |                                                                                          |
| Ilse Cohn                   | Luchtenstraße 22, Lippstadt ·        |      | Hier wohnte Ilse Cohn Jg. 1916 Flucht 1939 Venezuela                                                                                          | 7. Juni 2023  |                                                                                          |
| Toni Sostheim               | Klusetor 31, Lippstadt ·             |      | Hier wohnte Toni Sostheim Jg. 1897 Flucht 1939 England                                                                                        | 7. Juni 2023  | Geboren am 24.6.1897 in Lippstadt, gestorben im April 1973 in Hampstead, Greater London. |
| Elfriede Else Sostheim      | Klusetor 31, Lippstadt ·             |      | Hier wohnte Elfriede Else Sostheim Jg. 1899 Flucht 1934 Spanien                                                                               | 7. Juni 2023  | Geboren am 1.8.1899, gestorben am 28.10.1973 in Barcelona, Spanien.                      |
| Iwan Hammerschlag           | Lange Straße 63, Lippstadt ·         |      | Hier wohnte Iwan Hammerschlag Jg. 1880 ´Schutzhaft´ 1938 KZ Sachsenhausen deportiert 1942 Ghetto Zamosc ermordet                              | 7. Juni 2023  |                                                                                          |
| Helene Hammerschlag         | Lange Straße 63, Lippstadt ·         |      | Hier wohnte Helene Hammerschlag geb. Hammerschlag Jg. 1883 deportiert 1942 Ghetto Zamosc ermordet                                             | 7. Juni 2023  | Helene oder auch Helena Hammerschlag wurde am 4. September 1883 in Lippstadt geboren.    |